# Adam Trebnic

herb Poraj

Adam Trebnic herbu Poraj(ur. 1570 w Ogorzelinach, zm. 14 sierpnia 1630 w Oliwie) – cysters, opat cystersów w Oliwie w latach 1616–1630.

## Życiorys
Przed rokiem 1591 rozpoczął naukę w Kolegium Jezuickim w Braniewie, następnie studiował na Akademii Krakowskiej. W 1607 roku przyjął niższe święcenia, a od 13 marca 1608 pełnił funkcję prepozyta kruszwickiego. W czasie studiów zagranicznych przyjął pełne święcenia kapłańskie. Przebywał m.in. na dworze króla Zygmunta III Wazy. W latach 1613–1614 był kanonikiem włocławskim. Od 1614 roku był archidiakonem pomorskim.
Po śmierci swojego wuja (17 maja 1616) Dawida Konarskiego mianowany opatem oliwskim – konwent oliwski zatwierdził ten wybór 18 sierpnia 1616 roku. Nowicjat zakonny odbył w Clairvaux, a profesję zakonną przyjął 21 listopada 1617 roku. 19 marca 1618 roku wprowadzony na urząd opata przez opata pelplińskiego Feliksa Kosa.
Postrzegany jako pokorny i skromny – nosił pas pokuty, obok kaplicy zmarłych Opactwa cystersów w Oliwie polecił zbudować dla siebie celę eremity, unikał korzystania z przysługujących mu szat prałackich czy zaprzęgu sześciokonnego. Często podpisywał się Adam Trebnic, durch Gottes Geduld [nie Gnade] Abt von Oliva (Adam Trebnic, z cierpliwości [nie z łaski] Boga opat oliwski).
W roku 1627, w trakcie wojny polsko-szwedzkiej odstąpił posiadłości klasztorne położone na wschód od Oliwy i na północ od Gdańska pod budowę Szańca Zachodniego u ujścia Wisły, na jej lewym brzegu, naprzeciw Twierdzy Wisłoujście.
Zmarł w opinii świętości, czego świadectwem są znalezione w jego trumnie inskrypcje, jak i wypowiedzi współczesnych; wkrótce po jego śmierci, z udziałem Michała Antoniego Hackiego, podjęto starania o jego beatyfikację.